# البوقایراین
ال-بوقایراین یک منطقهٔ مسکونی در یمن است که در استان حضرموت واقع شده‌است.